# Pattie et la Colère de Poséidon
Pour plus de détails, voir Fiche technique et Distribution.
Pattie et la Colère de Poséidon est un film d'animation français réalisé par David Alaux et sorti en 2022.

## Synopsis
La vie s’écoule paisiblement à Yolcos, belle et prospère ville portuaire de la Grèce antique, lorsque la population est menacée par la colère de Poséidon. Une jeune souris aventurière et le chat qui l’a adoptée vont alors aider à son insu le vieux Jason et ses Argonautes dans leur quête pour sauver la cité. Mais bien plus qu’un coup de main, l’opération les amènera finalement à affronter les créatures mythiques les plus dangereuses de la mythologie et à surmonter tous les dangers à leur place.

## Fiche technique
- Titre original : Pattie et la Colère de Poséidon
- Réalisation : David Alaux
- Scénario : David Alaux, Éric Tosti et Jean-François Tosti
- Direction artistique :
- Montage :
- Musique : Olivier Cussac
- Animation : Benoît Daffis et Laurent Houis
- Production : David Alaux, Jean-François Tosti et Éric Tosti
- Société de production : TAT Productions
- Société de distribution : Apollo Films
- Pays de production :  France
- Langue originale : français
- Genre : animation, aventure et comédie
- Durée : 95 minutes
- Dates de sortie :
  - France : 26 octobre 2022 (avant-première à Montpellier) ; 25 janvier 2023 (sortie nationale)

## Distribution
- Kaycie Chase : Pattie, souris grise
- Christophe Lemoine : Sam, gros chat roux
- Emmanuel Curtil : Chickos, goéland
- Michel Tureau : Jason
- Pierre Richard : Zeus
- Frantz Confiac : Bernardo
- Jérôme Pauwels : Gerardo et Vito
- Paul Borne : Poséidon
- Serge Biavan : Grumos
- Pascal Casanova : Krados
- Céline Monsarrat : Maitès
- Emmanuel Garijo : Apollon et voix additionnelles
- Julien Bouanich : Hermès
- Barbara Tissier : Aphrodite
- Valérie Siclay : Héra et voix additionnelles
- Tom Trouffier : Tony
- Arthur Raynal : Luigi
- Aloïs Le Labourier Tiêu : John
- Magali Rosenzweig : Theresa
- Juliette Davis : Terry
- Michel Mella : Carmine
- Jérémy Prévost : Flippant le dauphin et le jeune homme de Syracus
- Maëlle Bonnet : Yvette la chouette
- Franck Gourlat
- Vincent Ronsse
- version française réalisé par la société de doublage Symphonia Films, sous la direction artistique de Barbara Tissier.

 Source et légende : version française (VF) sur RS Doublage et selon le carton du doublage français cinématographique.

### Voix québécoises
Marc Camacho : Sam

## Box-office
| Pays ou région         | Box-office                       | Date d'arrêt du box-office | Nombre de semaines |
| ---------------------- | -------------------------------- | -------------------------- | ------------------ |
| France                 | 863 012 entrées                  | terminé                    | 17                 |
| Royaume-Uni et Irlande | 300 000 entrées                  | terminé                    | 8                  |
| Russie                 | 258 111 entrées                  | terminé                    | 8                  |
| Italie                 | 114 000 entrées                  | terminé                    | 8                  |
| Allemagne              | 87 000 entrées                   | en cours                   | 1                  |
| Espagne                | 88 563 entrées                   | terminé                    | 8                  |
| Corée du Sud           | 74 000 entrées                   | en cours                   | 4                  |
| Suède                  | 32 000 entrées                   | terminé                    | 8                  |
| Norvège                | 36 000 entrées                   | terminé                    | 8                  |
| États-Unis             | 53 000 entrées                   | en cours                   | 6                  |
| Monde hors France      | 2 046 108 entrées                | en cours                   | n/a                |
| Total mondial          | 2 909 120 entrées - 14 499 622 $ | en cours                   | n/a                |